# Герасимчук Микола Семенович
Микола Семенович Герасимчук (*19 грудня 1931, c. Дермань — †5 грудня 2003, Київ) — український економіст, член-кореспондент НАН України (з 18.05.1990), доктор економічних наук (1977), професор (1980), колишній заступник директора Інституту економіки НАН України з наукової роботи, завідувач відділу ефективності інвестицій та відтворення основних фондів, заслужений діяч науки і техніки України (12.03.1993).

## Біографія
Микола Семенович Герасимчук народився в с. Дермань Здолбунівського району на Рівненщині 19 грудня 1931. У 1954 закінчив Львівський політехнічний інститут, після чого працював інженером-економістом на нафтопереробному заводі в Батумі (Грузія). В 1956 вступив до аспірантури Інституту економіки АН УРСР, після закінчення якої почав працювати в цій науковій установі. В 1974 очолив відділ ефективності інвестицій та відтворення основних фондів. У червні 1981 призначений заступником директора інституту з наукової роботи.
М. С. Герасимчук досліджував проблеми економіки промисловості, ефективності інвестицій та відтворення основних фондів, співвідношення заміщення й окупності інвестицій, екстенсивного та інтенсивного шляхів економічного зростання.
Творчий доробок вченого включає понад 200 наукових праць, серед яких індивідуальна монографія «Проблеми зниження фондомісткості і матеріаломісткості промислового виробництва» (1974) і 19 колективних монографій, серед яких «Оборот капітальних вкладень і ефективність відтворення основних фондів» (1980), «Структурно-інвестиційна політика» (1996), «Джерела інвестицій та їх економічне регулювання» (1999), в яких він є автором розділів, керівником авторських колективів і відповідальним редактором.
Його праці опубліковані також у Москві, Мюнхені, Софії, Братиславі, Тегерані.
М. С. Герасимчук підготував 7 докторів і 20 кандидатів наук. Він був членом управи Міжнародної української економічної асоціації (в 1996–2000 рр. був її президентом), віцепрезидентом Спілки економістів України, членом редакційної колегії журналу «Економіка України» і науково-редакційної ради журналу «Економіка промисловості».